# Turn on the Bright Lights
Turn on the Bright Lights é o álbum de estreia da banda Interpol, foi lançado em 20 de agosto de 2002.
Foi bastante aclamado pela crítica, e é considerado por muitos como uma verdadeira obra-prima, tendo sido considerado o melhor álbum do ano pela Pitchfork, e também pelo crítico Michael Azerrad.
"PDA", "NYC", "Obstacle 1" e "Say Hello to the Angels" são os singles de Turn On the Bright Lights, um videoclipe foi gravado para cada um, menos "Say Hello to the Angels".
Foi lançado dia 19 de agosto de 2002 no Reino Unido e 20 de agosto no Estados Unidos, pela gravadora independente Matador Records.

## Faixas
Todas as faixas escritas e compostas por Interpol. 
| N.º            | Título                                       | Duração |  |
| 1.             | "Untitled"                                   | 3:56    |  |
| 2.             | "Obstacle 1"                                 | 4:11    |  |
| 3.             | "NYC"                                        | 4:20    |  |
| 4.             | "PDA"                                        | 4:59    |  |
| 5.             | "Say Hello to the Angels"                    | 4:28    |  |
| 6.             | "Hands Away"                                 | 3:05    |  |
| 7.             | "Obstacle 2"                                 | 3:47    |  |
| 8.             | "Stella Was a Diver and She Was Always Down" | 6:28    |  |
| 9.             | "Roland"                                     | 3:35    |  |
| 10.            | "The New"                                    | 6:07    |  |
| 11.            | "Leif Erikson"                               | 4:00    |  |
| Duração total: | Duração total:                               | 49:02   |  |

| Tenth Anniversary Edition (Disco Bônus) |                                                           |         |  |
| N.º                                     | Título                                                    | Duração |  |
| 1.                                      | "Interlude"                                               | 1:01    |  |
| 2.                                      | "Specialist"                                              | 6:40    |  |
| 3.                                      | "PDA" (First Demo)                                        | 4:44    |  |
| 4.                                      | "Roland" (First Demo)                                     | 3:44    |  |
| 5.                                      | "Get the Girls/Song 5" (First Demo)                       | 3:47    |  |
| 6.                                      | "Precipitate" (Second Demo)                               | 5:33    |  |
| 7.                                      | "Song Seven" (Second Demo)                                | 4:43    |  |
| 8.                                      | "A Time to Be So Small" (Second Demo)                     | 5:47    |  |
| 9.                                      | "Untitled" (Third Demo)                                   | 4:13    |  |
| 10.                                     | "Stella Was a Diver and She Was Always Down" (Third Demo) | 6:40    |  |
| 11.                                     | "NYC" (Third Demo)                                        | 4:27    |  |
| 12.                                     | "Leif Erikson" (Third Demo)                               | 4:27    |  |
| 13.                                     | "Gavilan/Cubed" (Third Demo)                              | 6:49    |  |
| 14.                                     | "Obstacle 2" (Peel Session)                               | 3:54    |  |
| 15.                                     | "Hands Away" (Peel Session)                               | 3:10    |  |
| 16.                                     | "The New" (Peel Session)                                  | 5:59    |  |
| 17.                                     | "NYC" (Peel Session)                                      | 4:17    |  |

| Edição Australiana (Faixa Bônus) |              |         |  |
| N.º                              | Título       | Duração |  |
| 12.                              | "Specialist" | 6:39    |  |

| Edição Japonesa (Faixa Bônus) |              |         |  |
| N.º                           | Título       | Duração |  |
| 12.                           | "Interlude"  | 1:02    |  |
| 13.                           | "Specialist" | 6:39    |  |

## Recepção
| Críticas profissionais | Críticas profissionais |
| Pontuações agregadas   | Pontuações agregadas   |
| Fonte                  | Avaliação              |
| ---------------------- | ---------------------- |
| Metacritic             | 81/100                 |
| Avaliações da crítica  |                        |
| Fonte                  | Avaliação              |
| allmusic               | 5 de 5 estrelas.       |
| Blender                | [ 3 ]                  |
| Entertainment Weekly   | A–                     |
| Los Angeles Times      | [ 5 ]                  |
| NME                    | 8/10                   |
| Pitchfork Media        | 9.5/10                 |
| Rolling Stone          | [ 9 ]                  |
| Slant Magazine         | [ 10 ]                 |
| Sputnikmusic           | 5/5                    |
| The Village Voice      | C+                     |

Em seu lançamento, Turn On the Bright Lights recebeu 81 de um total de 100 no agregador de críticas Metacritic, baseado em 21 críticas, indicando "aclamação mundial". Michael Chamy do The Austin Chronicle deu comparações favoráveis entre a banda e vários atos, citando "As linhas de baixos lembram muito as de Peter Hook; uma mistura divina do shoegaze de My Bloody Valentine e Ride; uma pegada que lembra The Strokes; e um vocalista quese parece muito com Ian Curtis." Noel Murray do The A.V. Club deixou claro que a virtude da banda "se funde com a sua música quando ela começa a se desdobrar, de começos "apertados" à codas "amplos". Já Scott Seward do The Village Voice deu uma crítica favorável para Turn on the Bright Lights e completou falando da banda: "Se eu gosto deles é porque eles me fazem lembrar de quando eu comi mescalina no meio da mata ouvindo os singles de The Cure, e bom, isso já é o suficiente. Você pode gostar deles por razões completamente diferentes."

## Créditos
- Paul Banks – Vocal, Guitarra
- Daniel Kessler – Guitarra, vocal de apoio
- Carlos Dengler – Baixo, teclado
- Samuel Fogarino – bateria, percussão